# A Matter of Life and Death
| 전문가 평가          | 전문가 평가 |
| 평가 점수            | 평가 점수   |
| 출처                 | 점수        |
| -------------------- | ----------- |
| About.com            | [ 4 ]       |
| AllMusic             | [ 5 ]       |
| Blabbermouth.net     | 5.5/10      |
| BW&BK                | 6.5/10      |
| Classic Rock         | 9/10        |
| Entertainment Weekly | B−          |
| IGN                  | 8.3/10      |
| Metal Hammer         | 10/10       |
| PopMatters           | 8/10        |
| Sputnikmusic         | 5.0/5       |

《A Matter of Life and Death》는 영국의 헤비 메탈 밴드 아이언 메이든이 2006년 8월 25일, 이탈리아와 핀란드에서 발매한 스튜디오 음반으로, 9월 5일, 미국, 캐나다, 일본을 제외한 전 세계 8월 28일에 발매한 스튜디오 음반이다. 이 음반은 아이언 메이든의 생애 첫 음반으로, 상위 10위 안에 미국 《빌보드》 차트에 진입하여 많은 다른 나라에서도 큰 성공을 거두었다.
콘셉트 음반은 아니지만, 전쟁과 종교는 커버 아트 뿐만 아니라 전체에서 반복되는 주제이다.
A Matter of Life and Death Tour는 이 음반을 지지하는 투어였으며, 이 투어 동안 그들은 이 음반 전체를 연주했다.

## 배경
아이언 메이든은 Eddie Rips Up the World Tour 동안 미국과 유럽에서 큰 성공을 거둔 축제일 이후 휴식 후 2005년 말에 새로운 곡을 쓰기 시작했다. 크리스마스에 휴식을 취한 후, 곡들은 완성되었고 밴드는 그들의 정규 프로듀서인 케빈 셜리와 함께 런던의 삼 웨스트 스튜디오에서 녹음하기 시작했다.
좀 더 "라이브" 사운드를 제공하기 위해 이 음반은 완성되지 않았다. 프로듀서 케빈 셜리는 "아이언 메이든 음반의 마스터링을 거부하기로 결정한 금요일에 연설에서 애리 (스티브 해리스)까지... 새 음반이 스튜디오에서 들리는 대로 정확히 들을 수 있게 된다는 뜻이고, 추가된 EQ, 압축, 아날로그 확장 등이 없다는 뜻인데, 저는 최종 결과에 상당히 만족합니다."

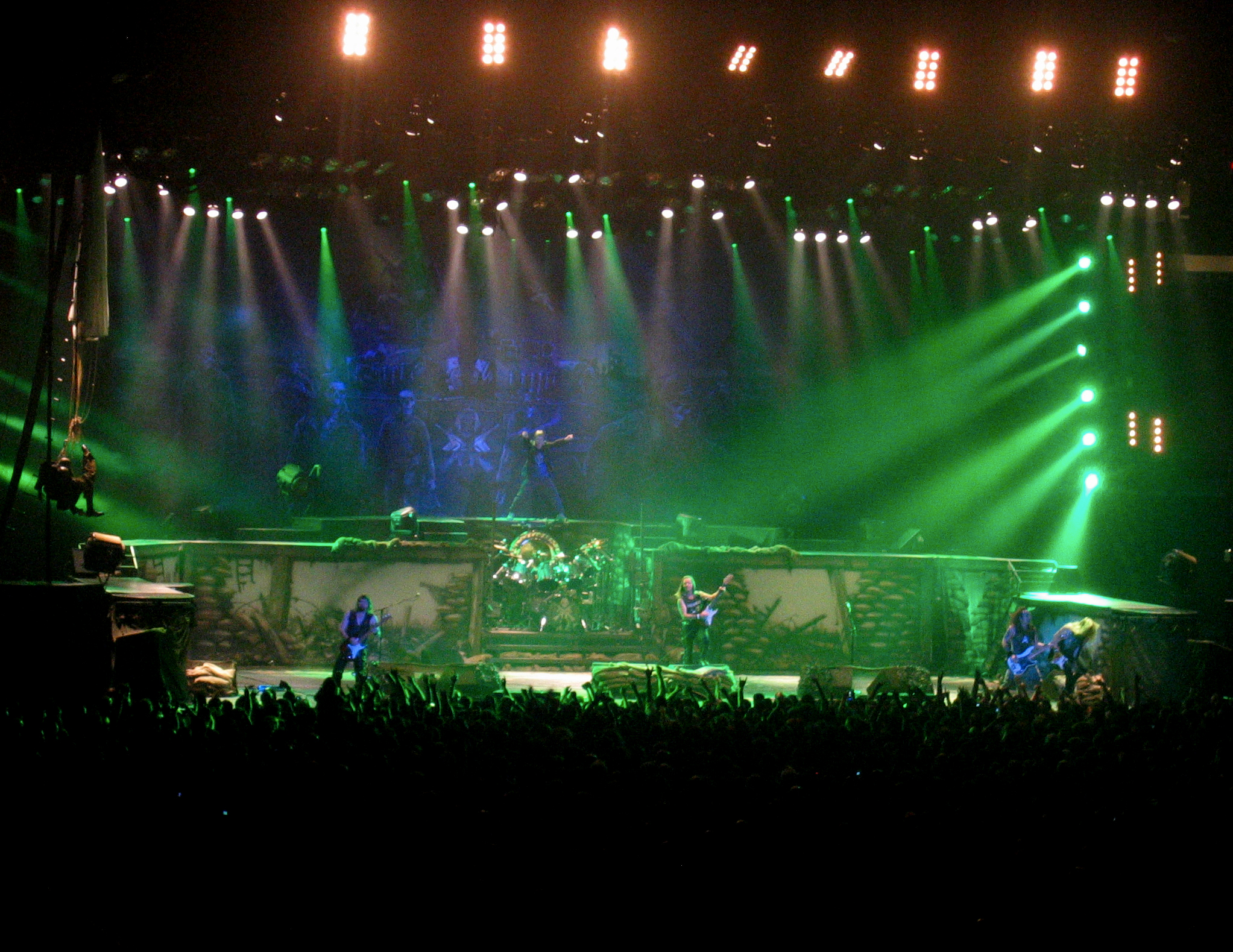
음반 전체를 공연한 A Matter of Life and Death Tour의 아이언 메이든

2006년 9월, 《메탈 해머》와의 인터뷰에서 리드 보컬 브루스 디킨슨은 "모든 사람이 일을 끝까지 밀고 나가려고 했지만 음반은 만들기 너무 쉬웠다"고 말했다. 해리스와 함께 디킨슨은 "두 달 남은 시간 동안 녹음을 끝냈다"고 주장했다. 해리스는 이 음반의 음악 스타일에 대해 "우리가 지금까지 했던 것보다 무겁지만 또한 매우 진보적입니다. 그리고 현대적 의미에서 그런 뜻은 아니지만, 드림 시어터처럼 70년대식으로 더 많이 말입니다."
이번 음반은 《Piece of Mind》, 《The X Factor》, 《Virtual XI》에 이어 곡과 이름을 공유하지 않는 밴드의 네 번째 스튜디오 음반이다. 드러머 니코 맥브레인과 기타리스트 야닉 거스는 이 밴드가 원래 〈The Pilgrim〉과 〈The Legacy〉를 모두 고려하면서 이 음반의 이름을 자신의 트랙 중 하나를 따서 지으려 했다고 주장한다. 거스에 따르면, "때로는 타이틀이 단지 명백한 선택으로 당신에게 튀어나올 수도 있지만, 이번에는 무슨 이유에서인지 그렇지 않았다"고 한다. 그래서 이 밴드는 《A Matter of Life and Death》를 결정했는데, 맥브레인에 따르면, 그것은 "우리가 발길질하고 있던 2, 3가지 아이디어들" 중 하나였다고 한다. 거스와 맥브레인 모두 해리스, 로드 스몰우드 (밴드 매니저) 또는 "드류" (삼 웨스트 스튜디오의 엔지니어)에 의해 누가 타이틀을 고안했는지 기억할 수 없다.
이 음반 커버는 헬블레이저와 퍼니셔 만화에 대한 그의 작품으로 가장 잘 알려진 미국인 예술가 팀 브래드스트릿에 의해 만들어졌다. 그들을 위해 데릭 리그스의 작품으로부터 많은 영향을 받은 밴드의 평생 아이언 메이든 팬인 브래드스트릿은 그 기회를 "가장 엉뚱한 꿈들 중 하나"라고 묘사했다. 그는 들을 곡과 소책자의 삽화를 연출한 피콕 디자인스 UK의 주요 예술을 참고하는 등 일정이 빡빡했다. 브래드스트릿이 "한국 전쟁 시대지만 반전된"이라고 묘사한 탱크를 다른 차량으로부터 조립한 것과 함께 브래드스트릿은 에디를 해골 군대를 이끄는 장군으로 추가했다. 브래드스트릿의 색깔론 파트너인 그랜트 골레쉬는 이 작품을 완성했고, 이 작품은 그 후 피콕에 의해 다시 제작되었다. 뒷면 커버에는 원래 에디가 등에 총을 쏜 것이 특징이었지만, 그 밴드는 대신 에디의 머리를 교차된 총과 함께 보여주는 탱크 아이콘의 세부적인 모습을 담기로 결정했다.
2006년 A Matter of Life and Death Tour에서 아이언 메이든은 음반 전체를 선보여 엇갈린 반응을 얻었다. 이 밴드는 "내가 이 밴드로 만든 음반 중 최고의 음반이라고 생각한다"면서 "많은 사람들이 이 음반 전체를 듣고 매우 기뻤다"는 맥브레인의 언급과 함께, 이 밴드를 완전히 연주하기로 한 그들의 결정을 지지하고 있는 반면, 디킨슨은 "팬들은 우리가 여전히 활동적인 음악적 힘이기 때문에 우리에게 끌린다"고 말했다.

## 싱글 디테일
이 음반에서 처음으로 발매된 싱글은 2006년 8월 14일에 발매된 〈The Reincarnation of Benjamin Breeg〉이었다. 8월 10일, 〈Different World〉가 밴드의 웹사이트에서 공개 스트리밍이 가능하게 되었는데, 그 다음날 〈Brighter than a Thousand Suns〉가 되었다. 〈Different World〉는 두 번째 싱글이며, 많은 록 라디오 방송국에서 공중파 방송을 받았다. 이 노래는 또한 〈Wildest Dreams〉의 그것과 유사한 애니메이션 비디오를 특징으로 한다.

## DVD 다큐멘터리
표준 CD 발매 외에도, 《A Matter of Life and Death》은 보너스 DVD가 들어 있는 한정판으로 발매되었다. 총 런타임이 1시간 가까이 되는 이 DVD에는 30분짜리 다큐멘터리와 함께 밴드가 음반을 제작하는 동안 찍은 동영상과 사진이 모두 수록되어 있다. 매튜 아모스(《The Early Days》와 《Death on Road》 DVD 다큐멘터리 감독)가 연출한 "The Making of A Matter of Life and Death"라는 제목의 이 다큐멘터리는 음반 녹음 중 케빈 셜리 자신이 주로 촬영한 솔직한 비디오 화면을 통해 스튜디오 내 삶에 대한 뒷모습을 보여준다. 보너스 DVD는 또한 〈The Reincarnation of Benjamin Breeg〉을 위한 전체 비디오 프로모션과 스튜디오에서 〈Different World〉을 녹음한 밴드의 특별 촬영이 수록되어 있다. 이 음반은 게이트폴드 슬리브에 있는 한정판 더블 픽처 디스크 바이닐로, 디지털 다운로드로도 발매되었다.

## 곡 목록
| #   | 제목                                    | 작사·작곡                      | 재생 시간 |
| --- | --------------------------------------- | ------------------------------ | --------- |
| 1.  | 〈Different World〉                     | 아드리안 스미스, 스티브 해리스 | 4:17      |
| 2.  | 〈These Colours Don't Run〉             | 스미스, 해리스, 브루스 디킨슨  | 6:52      |
| 3.  | 〈Brighter Than a Thousand Suns〉       | 스미스, 해리스, 디킨슨         | 8:44      |
| 4.  | 〈The Pilgrim〉                         | 야닉 거스, 해리스              | 5:07      |
| 5.  | 〈The Longest Day〉                     | 스미스, 해리스, 디킨슨         | 7:48      |
| 6.  | 〈Out of the Shadows〉                  | 디킨슨, 해리스                 | 5:36      |
| 7.  | 〈The Reincarnation of Benjamin Breeg〉 | 데이브 머레이, 해리스          | 7:21      |
| 8.  | 〈For the Greater Good of God〉         | 해리스                         | 9:23      |
| 9.  | 〈Lord of Light〉                       | 스미스, 해리스, 디킨슨         | 7:25      |
| 10. | 〈The Legacy〉                          | 거스, 해리스                   | 9:20      |

## 인증
| 국가                                                  | 인증     | 판매량/출하량 |
| ----------------------------------------------------- | -------- | ------------- |
| 브라질 (Pro-Música Brasil)                            | 골드     | 30,000*       |
| 캐나다 (뮤직 캐나다)                                  | 골드     | 50,000^       |
| 핀란드 (Musiikkituottajat)                            | 플래티넘 | 32,882        |
| 독일 (BVMI)                                           | 골드     | 100,000^      |
| 그리스 (IFPI 그리스)                                  | 골드     | 7,500^        |
| 노르웨이 (IFPI 노르웨이)                              | 골드     | 20,000*       |
| 스웨덴 (GLF)                                          | 골드     | 30,000^       |
| 스위스 (IFPI 스위스)                                  | 골드     | 15,000^       |
| 영국 (BPI)                                            | 골드     | 100,000^      |
| *판매량을 기반으로 한 인증 ^출하량을 기반으로 한 인증 |          |               |